# Ficus setiflora
Ficus setiflora är en mullbärsväxtart som beskrevs av Otto Stapf. Ficus setiflora ingår i släktet fikonsläktet, och familjen mullbärsväxter. Inga underarter finns listade i Catalogue of Life.